# Список птахів Франції
Це список видів птахів, зареєстровані на території Франції. Орнітофауна Франції включає в себе 596 видів, згідно з даними Bird Checklists of the World. З 596 перелічених тут видів 220 бродячі, 11 інтродуковані людьми, один вид є ендеміком Корсики, один вимер.

## Позначки
- (А) Випадковий — вид, який рідко або випадково трапляється в материковій частині Франції або на Корсиці.
- (I) Інтродукований — вид, завезений до материкової частини Франції або на Корсиці, як наслідок прямих чи опосередкованих дій людини.

## Гусеподібні
Родина Качкові (Anatidae)
| Українська назва        | Біноміальна назва           | Статус    |
| ----------------------- | --------------------------- | --------- |
| Гуска біла              | Anser caerulescens          | (A)       |
| Гуска сіра              | Anser anser                 |           |
| Гуска білолоба          | Anser albifrons             |           |
| Гуска мала              | Anser erythropus            | (A)       |
| Гуменник                | Anser fabalis               |           |
|                         | Anser serrirostris          |           |
| Гуменник короткодзьобий | Anser brachyrhynchus        | (A)       |
| Казарка чорна           | Branta bernicla             |           |
| Казарка білощока        | Branta leucopsis            |           |
| Казарка канадська       | Branta canadensis           | (І)       |
| Казарка червоновола     | Branta ruficollis           | (А)       |
| Лебідь-шипун            | Cygnus olor                 |           |
| Лебідь американський    | Cygnus columbianus          |           |
| Лебідь-кликун           | Cygnus cygnus               |           |
| Гуска єгипетська        | Alopochen aegyptiaca        | (І)       |
| Огар                    | Tadorna ferruginea          | (А)       |
| Галагаз звичайний       | Tadorna tadorna             |           |
| Мандаринка              | Aix galericulata            | (І)       |
| Чирянка-квоктун         | Sibirionetta formosa        | (A)       |
| Чирянка велика          | Spatula querquedula         |           |
| Anas discors            | Spatula discors             | (A)       |
| Широконіска             | Spatula clypeata            |           |
| Нерозень                | Mareca strepera             |           |
| Свищ                    | Mareca penelope             |           |
| Свищ американський      | Mareca americana            | (A)       |
| Крижень                 | Anas platyrhynchos          |           |
| Крижень американський   | Anas rubripes               | (A)       |
| Шилохвіст               | Anas acuta                  |           |
| Чирянка мала            | Anas crecca                 |           |
| Чирянка вузькодзьоба    | Marmaronetta angustirostris | (A)       |
| Чернь червонодзьоба     | Netta rufina                |           |
| Попелюх американський   | Aythya americana            | (A)       |
| Попелюх довгодзьобий    | Aythya valisineria          |           |
| Попелюх                 | Aythya ferina               | вразливий |
| Чернь канадська         | Aythya collaris             | (A)       |
| Чернь білоока           | Aythya nyroca               |           |
| Чернь чубата            | Aythya fuligula             |           |
| Чернь морська           | Aythya marila               |           |
| Чернь американська      | Aythya affinis              | (A)       |
| Пухівка мала            | Somateria stelleri          | (A)       |
| Пухівка горбатодзьоба   | Somateria spectabilis       | (A)       |
| Пухівка звичайна        | Somateria mollissima        |           |
| Турпан білолобий        | Melanitta perspicillata     | (A)       |
| Турпан                  | Melanitta fusca             |           |
| Синьга                  | Melanitta nigra             |           |
| Синьга американська     | Melanitta americana         | (A)       |
| Морянка                 | Clangula hyemalis           |           |
| Гоголь малий            | Bucephala albeola           | (A)       |
| Гоголь звичайний        | Bucephala clangula          |           |
| Гоголь ісландський      | Bucephala islandica         | (A)       |
| Крех малий              | Mergellus albellus          |           |
| Крех великий            | Mergus merganser            |           |
| Крех середній           | Mergus serrator             |           |
| Савка американська      | Oxyura jamaicensis          | (A)       |
| Савка                   | Oxyura leucocephala         |           |

## Куроподібні
Родина Токрові (Odontophoridae)
| Українська назва          | Біноміальна назва      | Статус |
| ------------------------- | ---------------------- | ------ |
| Перепелиця каліфорнійська | Callipepla californica |        |

Родина Фазанові (Phasianidae)
| Українська назва    | Біноміальна назва   | Статус         |
| ------------------- | ------------------- | -------------- |
| Перепілка звичайна  | Coturnix coturnix   |                |
| Кеклик європейський | Alectoris graeca    |                |
| Кеклик червононогий | Alectoris rufa      | локально вимер |
| Мікадо китайський   | Syrmaticus reevesii | (І)            |
| Фазан звичайний     | Phasianus colchicus | (I)            |
| Куріпка сіра        | Perdix perdix       |                |
| Глушець             | Tetrao urogallus    |                |
| Тетерук             | Tetrao tetrix       |                |
| Орябок              | Tetrastes bonasia   |                |
| Куріпка тундрова    | Lagopus muta        |                |

## Фламінгоподібні
Родина Фламінгові (Phoenicopteridae)
| Українська назва | Біноміальна назва     | Статус |
| ---------------- | --------------------- | ------ |
| Фламінго рожевий | Phoenicopterus roseus | (А)    |

## Пірникозоподібні
Родина Пірникозові (Podicipedidae)
| Українська назва     | Біноміальна назва      | Статус               |
| -------------------- | ---------------------- | -------------------- |
| Пірникоза мала       | Tachybaptus ruficollis |                      |
| Пірникоза рябодзьоба | Podilymbus podiceps    | (А)                  |
| Пірникоза червоношия | Podiceps auritus       | (А)                  |
| Пірникоза сірощока   | Podiceps grisegena     | (А) Азорські острови |
| Пірникоза велика     | Podiceps cristatus     |                      |
| Пірникоза чорношия   | Podiceps nigricollis   |                      |

## Голубоподібні
Родина Голубові (Columbidae)
| Українська назва | Біноміальна назва       | Статус |
| ---------------- | ----------------------- | ------ |
| Голуб сизий      | Columba livia           |        |
| Голуб-синяк      | Columba oenas           |        |
| Припутень        | Columba palumbus        |        |
| Горлиця звичайна | Streptopelia turtur     |        |
| Горлиця садова   | Streptopelia decaocto   |        |
| Горлиця велика   | Streptopelia orientalis | (A)    |

## Рябкоподібні
Родина Рябкові (Pteroclidae)
| Українська назва  | Біноміальна назва    | Статус |
| ----------------- | -------------------- | ------ |
| Рябок білочеревий | Pterocles alchata    |        |
| Саджа звичайна    | Syrrhaptes paradoxus | (A)    |

## Дрохвоподібні
Родина Дрохвові (Otididae)
| Українська назва | Біноміальна назва      | Статус |
| ---------------- | ---------------------- | ------ |
| Дрохва           | Otis tarda             | (А)    |
| Джек Маквіна     | Chlamydotis macqueenii | (А)    |
| Хохітва          | Tetrax tetrax          |        |

## Зозулеподібні
Родина Зозулеві (Cuculidae)
| Українська назва  | Біноміальна назва   | Статус |
| ----------------- | ------------------- | ------ |
| Зозуля чубата     | Clamator glandarius |        |
| Кукліло північний | Coccyzus americanus | (А)    |
| Зозуля звичайна   | Cuculus canorus     |        |

## Дрімлюгоподібні
Родина Дрімлюгові (Caprimulgidae)
| Українська назва    | Біноміальна назва      | Статус |
| ------------------- | ---------------------- | ------ |
| Анаперо віргінський | Chordeiles minor       | (А)    |
| Дрімлюга іспанський | Caprimulgus ruficollis |        |
| Дрімлюга звичайний  | Caprimulgus europaeus  |        |

Родина Серпокрильцеві (Apodidae)
| Українська назва         | Біноміальна назва | Статус |
| ------------------------ | ----------------- | ------ |
| Голкохвіст східний       | Chaetura pelagica |        |
| Серпокрилець білочеревий | Apus melba        |        |
| Серпокрилець чорний      | Apus apus         |        |
| Серпокрилець блідий      | Apus pallidus     |        |
| Серпокрилець малий       | Apus affinis      | (А)    |
| Серпокрилець білогузий   | Apus caffer       |        |

## Журавлеподібні
Родина Пастушкові (Rallidae)
| Українська назва     | Біноміальна назва   | Статус |
| -------------------- | ------------------- | ------ |
| Пастушок             | Rallus aquaticus    |        |
| Деркач               | Crex crex           |        |
| Погонич каролінський | Porzana carolina    | (А)    |
| Погонич звичайний    | Porzana porzana     |        |
| Курочка водяна       | Gallinula chloropus |        |
| Лиска                | Fulica atra         |        |
| Лиска африканська    | Fulica cristata     | (А)    |
| Султанка африканська | Porphyrio alleni    | (А)    |
| Султанка             | Porphyrio porphyrio |        |
| Погонич малий        | Zapornia parva      |        |
| Погонич-крихітка     | Zapornia pusilla    |        |

Родина Журавлеві (Gruidae)
| Українська назва    | Біноміальна назва   | Статус |
| ------------------- | ------------------- | ------ |
| Журавель степовий   | Anthropoides virgo  | (A)    |
| Журавель канадський | Antigone canadensis | (А)    |
| Журавель сірий      | Grus grus           |        |

## Сивкоподібні
Родина Лежневі (Burhinidae)
| Українська назва | Біноміальна назва   | Статус |
| ---------------- | ------------------- | ------ |
| Лежень           | Burhinus oedicnemus |        |

Родина Чоботарові (Recurvirostridae)
| Українська назва | Біноміальна назва      | Статус |
| ---------------- | ---------------------- | ------ |
| Кулик-довгоніг   | Himantopus himantopus  |        |
| Чоботар          | Recurvirostra avosetta |        |

Родина Куликосорокові (Haematopodidae)
| Українська назва | Біноміальна назва     | Статус |
| ---------------- | --------------------- | ------ |
| Кулик-сорока     | Haematopus ostralegus |        |

Родина Сивкові (Charadriidae)
| Українська назва       | Біноміальна назва        | Статус |
| ---------------------- | ------------------------ | ------ |
| Сивка морська          | Pluvialis squatarola     |        |
| Сивка звичайна         | Pluvialis apricaria      |        |
| Сивка американська     | Pluvialis dominica       | (А)    |
| Сивка бурокрила        | Pluvialis fulva          | (А)    |
| Чайка                  | Vanellus vanellus        |        |
| Чайка шпорова          | Vanellus spinosus        | (А)    |
| Чайка степова          | Vanellus gregarius       | (А)    |
| Чайка білохвоста       | Vanellus leucurus        | (А)    |
| Пісочник монгольський  | Charadrius mongolus      | (А)    |
| Пісочник товстодзьобий | Charadrius leschenaultii | (А)    |
| Пісочник каспійський   | Charadrius asiaticus     | (А)    |
| Пісочник-пастух        | Charadrius pecuarius     | (А)    |
| Пісочник морський      | Charadrius alexandrinus  |        |
| Пісочник великий       | Charadrius hiaticula     |        |
| Пісочник малий         | Charadrius dubius        |        |
| Пісочник крикливий     | Charadrius vociferus     | (А)    |
| Хрустан                | Charadrius morinellus    |        |

Родина Баранцеві (Scolopacidae)
| Українська назва         | Біноміальна назва       | Статус |
| ------------------------ | ----------------------- | ------ |
| Бартрамія                | Bartramia longicauda    | (A)    |
| Кульон середній          | Numenius phaeopus       |        |
| Кульон тонкодзьобий      | Numenius tenuirostris   | (A)    |
| Кульон великий           | Numenius arquata        |        |
| Грицик малий             | Limosa lapponica        |        |
| Грицик великий           | Limosa limosa           |        |
| Крем'яшник звичайний     | Arenaria interpres      |        |
| Побережник ісландський   | Calidris canutus        |        |
| Брижач                   | Calidris pugnax         |        |
| Побережник болотяний     | Calidris falcinellus    | (А)    |
| Побережник гострохвостий | Calidris acuminata      | (А)    |
| Побережник довгоногий    | Calidris himantopus     | (A)    |
| Побережник червоногрудий | Calidris ferruginea     |        |
| Побережник білохвостий   | Calidris temminckii     |        |
| Побережник довгопалий    | Calidris subminuta      | (А)    |
| Побережник рудоголовий   | Calidris ruficollis     | (А)    |
| Побережник білий         | Calidris alba           |        |
| Побережник чорногрудий   | Calidris alpina         |        |
| Побережник морський      | Calidris maritima       |        |
| Побережник канадський    | Calidris bairdii        | (A)    |
| Побережник малий         | Calidris minuta         |        |
| Побережник-крихітка      | Calidris minutilla      | (A)    |
| Побережник білогрудий    | Calidris fuscicollis    | (A)    |
| Жовтоволик               | Calidris subruficollis  | (A)    |
| Побережник арктичний     | Calidris melanotos      |        |
| Побережник довгопалий    | Calidris pusilla        | (A)    |
| Побережник аляскинський  | Calidris mauri          | (A)    |
| Неголь короткодзьобий    | Limnodromus griseus     | (A)    |
| Неголь довгодзьобий      | Limnodromus scolopaceus | (A)    |
| Баранець малий           | Lymnocryptes minimus    |        |
| Слуква                   | Scolopax rusticola      |        |
| Слуква американська      | Scolopax minor          | (А)    |
| Баранець великий         | Gallinago media         | (A)    |
| Баранець звичайний       | Gallinago gallinago     |        |
| Бекас Вільсона           | Gallinago delicata      | (A)    |
| Мородунка                | Xenus cinereus          | (A)    |
| Плавунець довгодзьобий   | Phalaropus tricolor     | (A)    |
| Плавунець круглодзьобий  | Phalaropus lobatus      |        |
| Плавунець плоскодзьобий  | Phalaropus fulicarius   |        |
| Набережник               | Actitis hypoleucos      |        |
| Набережник плямистий     | Actitis macularius      | (A)    |
| Коловодник лісовий       | Tringa ochropus         |        |
| Коловодник малий         | Tringa solitaria        | (A)    |
| Коловодник чорний        | Tringa erythropus       |        |
| Коловодник строкатий     | Tringa melanoleuca      | (A)    |
| Коловодник великий       | Tringa nebularia        |        |
| Коловодник американський | Tringa semipalmata      | (A)    |
| Коловодник жовтоногий    | Tringa flavipes         | (A)    |
| Коловодник ставковий     | Tringa stagnatilis      | (A)    |
| Коловодник болотяний     | Tringa glareola         |        |
| Коловодник звичайний     | Tringa totanus          |        |

Родина Дерихвостові (Glareolidae)
| Українська назва         | Біноміальна назва   | Статус |
| ------------------------ | ------------------- | ------ |
| Бігунець пустельний      | Cursorius cursor    | (A)    |
| Дерихвіст лучний         | Glareola pratincola |        |
| Дерихвіст забайкальський | Glareola maldivarum | (A)    |
| Дерихвіст степовий       | Glareola nordmanni  |        |

Родина Поморникові (Stercorariidae)
| Українська назва        | Біноміальна назва        | Статус |
| ----------------------- | ------------------------ | ------ |
| Поморник великий        | Stercorarius skua        |        |
| Поморник середній       | Stercorarius pomarinus   |        |
| Поморник короткохвостий | Stercorarius parasiticus |        |
| Поморник довгохвостий   | Stercorarius longicaudus |        |

Родина Алькові (Alcidae)
| Українська назва   | Біноміальна назва  | Статус    |
| ------------------ | ------------------ | --------- |
| Люрик              | Alle alle          |           |
| Кайра тонкодзьоба  | Uria aalge         |           |
| Кайра товстодзьоба | Uria lomvia        | (А)       |
| Гагарка            | Alca torda         |           |
| Чистун арктичний   | Cepphus grylle     | (А)       |
| Іпатка атлантична  | Fratercula arctica | вразливий |

Родина Мартинові (Laridae)
| Українська назва          | Біноміальна назва            | Статус               |
| ------------------------- | ---------------------------- | -------------------- |
| Мартин трипалий           | Rissa tridactyla             | вразливий            |
| Мартин білий              | Pagophila eburnea            | (A)                  |
| Мартин вилохвостий        | Xema sabini                  |                      |
| Мартин тонкодзьобий       | Chroicocephalus genei        |                      |
| Мартин канадський         | Chroicocephalus philadelphia | (A)                  |
| Мартин звичайний          | Chroicocephalus ridibundus   |                      |
| Мартин малий              | Hydrocoloeus minutus         |                      |
| Мартин рожевий            | Rhodostethia rosea           | (A)                  |
| Мартин карибський         | Leucophaeus atricilla        | (A)                  |
| Мартин ставковий          | Leucophaeus pipixcan         | (A)                  |
| Мартин середземноморський | Ichthyaetus melanocephalus   |                      |
| Мартин каспійський        | Ichthyaetus ichthyaetus      |                      |
| Мартин сіроногий          | Ichthyaetus audouinii        |                      |
| Мартин сизий              | Larus canus                  |                      |
| Мартин делаверський       | Larus delawarensis           |                      |
| Мартин сріблястий         | Larus argentatus             |                      |
| Мартин скельний           | Larus michahellis            |                      |
| Мартин жовтоногий         | Larus cachinnans             |                      |
| Мартин гренландський      | Larus glaucoides             |                      |
| Мартин чорнокрилий        | Larus fuscus                 |                      |
| Мартин полярний           | Larus hyperboreus            |                      |
| Мартин морський           | Larus marinus                |                      |
| Мартин домініканський     | Larus dominicanus            | (A)                  |
| Крячок бурий              | Anous stolidus               | (A) Азорські острови |
| Крячок строкатий          | Onychoprion fuscatus         | (A)                  |
| Крячок бурокрилий         | Onychoprion anaethetus       | (A)                  |
| Крячок малий              | Sternula albifrons           |                      |
| Крячок чорнодзьобий       | Gelochelidon nilotica        |                      |
| Крячок каспійський        | Hydroprogne caspia           |                      |
| Крячок чорний             | Chlidonias niger             |                      |
| Крячок білокрилий         | Chlidonias leucopterus       |                      |
| Крячок білощокий          | Chlidonias hybrida           |                      |
| Крячок рожевий            | Sterna dougallii             |                      |
| Крячок річковий           | Sterna hirundo               |                      |
| Крячок полярний           | Sterna paradisaea            |                      |
| Крячок неоарктичний       | Sterna forsteri              | (A)                  |
| Крячок королівський       | Thalasseus maximus           | (A)                  |
| Крячок рябодзьобий        | Thalasseus sandvicensis      |                      |
| Крячок каліфорнійський    | Thalasseus elegans           | (A)                  |
| Крячок бенгальський       | Thalasseus bengalensis       | (A)                  |

## Гагароподібні
Родина Гагарові (Gaviidae)
| Українська назва  | Біноміальна назва | Статус |
| ----------------- | ----------------- | ------ |
| Гагара червоношия | Gavia stellata    |        |
| Гагара чорношия   | Gavia arctica     |        |
| Гагара полярна    | Gavia immer       |        |
| Гагара білодзьоба | Gavia adamsii     | (А)    |

## Буревісникоподібні
Родина Альбатросові (Diomedeidae)
| Українська назва      | Біноміальна назва        | Статус |
| --------------------- | ------------------------ | ------ |
| Альбатрос чорнобровий | Thalassarche melanophris | (А)    |

Родина Океанникові
| Українська назва  | Біноміальна назва   | Статус |
| ----------------- | ------------------- | ------ |
| Океанник Вільсона | Oceanites oceanicus | (А)    |

Родина Качуркові (Hydrobatidae)
| Українська назва    | Біноміальна назва     | Статус |
| ------------------- | --------------------- | ------ |
| Качурка морська     | Hydrobates pelagicus  |        |
| Качурка північна    | Oceanodroma leucorhoa |        |
| Качурка вилохвоста  | Oceanodroma monorhis  | (А)    |
| Качурка мадерійська | Oceanodroma castro    | (А)    |

Родина Буревісникові (Procellariidae)
| Українська назва              | Біноміальна назва     | Статус |
| ----------------------------- | --------------------- | ------ |
| Буревісник кочівний           | Fulmarus glacialis    |        |
| Тайфунник азорський           | Pterodroma feae       | (А)    |
| Бульверія тонкодзьоба         | Bulweria bulwerii     | (А)    |
| Буревісник середземноморський | Calonectris diomedea  |        |
| Буревісник великий            | Ardenna gravis        |        |
| Буревісник сивий              | Ardenna griseus       | (А)    |
| Буревісник малий              | Puffinus puffinus     |        |
| Буревісник східний            | Puffinus yelkouan     |        |
| Буревісник балеарський        | Puffinus mauretanicus |        |
| Буревісник канарський         | Puffinus baroli       | (А)    |
| Буревісник реюньйонський      | Puffinus bailloni     |        |

## Лелекоподібні
Родина Лелекові (Ciconiidae)
| Українська назва | Біноміальна назва | Статус |
| ---------------- | ----------------- | ------ |
| Лелека чорний    | Ciconia nigra     |        |
| Лелека білий     | Ciconia ciconia   |        |

## Сулоподібні
Родина Фрегатові (Fregatidae)
| Українська назва  | Біноміальна назва   | Статус |
| ----------------- | ------------------- | ------ |
| Фрегат карибський | Fregata magnificens | (А)    |

Родина Сулові (Sulidae)
| Українська назва | Біноміальна назва | Статус |
| ---------------- | ----------------- | ------ |
| Сула жовтодзьоба | Sula dactylatra   | (А)    |
| Сула червононога | Sula sula         | (А)    |
| Сула атлантична  | Morus bassanus    |        |

Родина Бакланові (Phalacrocoracidae)
| Українська назва | Біноміальна назва         | Статус |
| ---------------- | ------------------------- | ------ |
| Баклан малий     | Microcarbo pygmeus        | (А)    |
| Баклан великий   | Phalacrocorax carbo       |        |
| Баклан чубатий   | Phalacrocorax aristotelis |        |
| Баклан вухатий   | Phalarrocorax auritus     | (А)    |

## Пеліканоподібні
Родина Пеліканові (Pelecanidae)
| Українська назва  | Біноміальна назва     | Статус |
| ----------------- | --------------------- | ------ |
| Пелікан рожевий   | Pelecanus onocrotalus | (А)    |
| Пелікан кучерявий | Pelecanus crispus     | (А)    |

Родина Чаплеві (Ardeidae)
| Українська назва  | Біноміальна назва     | Статус |
| ----------------- | --------------------- | ------ |
| Бугай             | Botaurus stellaris    |        |
| Бугайчик          | Ixobrychus minutus    |        |
| Чапля північна    | Ardea herodias        | (А)    |
| Чапля сіра        | Ardea cinerea         |        |
| Чапля чорноголова | Ardea melanocephala   | (А)    |
| Чапля руда        | Ardea purpurea        |        |
| Чепура велика     | Ardea alba            |        |
| Чепура середня    | Ardea intermedia      | (А)    |
| Чепура мала       | Egretta garzetta      |        |
| Чапля рифова      | Egretta gularis       | (А)    |
| Чапля єгипетська  | Bubulcus ibis         |        |
| Чапля жовта       | Ardeola ralloides     |        |
|                   | Butorides virescens   | (А)    |
| Чапля мангрова    | Butorides striata     | (А)    |
| Квак              | Nycticorax nycticorax |        |

Родина Ібісові (Threskiornithidae)
| Українська назва             | Біноміальна назва        | Статус |
| ---------------------------- | ------------------------ | ------ |
| Коровайка                    | Plegadis falcinellus     |        |
| Ібіс священний               | Threskiornis aethiopicus | (І)    |
| Ібіс-лисоголов марокканський | Geronticus eremita       | (А)    |
| Косар                        | Platalea leucorodia      |        |

## Яструбоподібні
Родина Скопові (Pandionidae)
| Українська назва | Біноміальна назва | Статус |
| ---------------- | ----------------- | ------ |
| Скопа            | Pandion haliaetus |        |

Родина Яструбові (Accipitridae)
| Українська назва       | Біноміальна назва     | Статус |
| ---------------------- | --------------------- | ------ |
| Шуліка чорноплечий     | Elanus caeruleus      | (А)    |
| Ягнятник               | Gypaetus barbatus     |        |
| Стерв'ятник            | Neophron percnopterus |        |
| Осоїд                  | Pernis apivorus       |        |
| Гриф чорний            | Aegypius monachus     |        |
| Гриф африканський      | Torgos tracheliotos   | (A)    |
| Сип плямистий          | Gyps rueppelli        | (A)    |
| Сип білоголовий        | Gyps fulvus           |        |
| Змієїд                 | Circaetus gallicus    |        |
| Підорлик малий         | Clanga pomarina       | (А)    |
| Підорлик великий       | Clanga clanga         | (А)    |
| Орел-карлик            | Hieraaetus pennatus   |        |
| Орел степовий          | Aquila nipalensis     | (А)    |
| Могильник іспанський   | Aquila adalberti      | (А)    |
| Орел-могильник         | Aquila heliaca        | (А)    |
| Беркут                 | Aquila chrysaetos     |        |
| Орел-карлик яструбиний | Aquila fasciata       |        |
| Лунь очеретяний        | Circus aeruginosus    |        |
| Лунь польовий          | Circus cyaneus        |        |
| Лунь степовий          | Circus macrourus      |        |
| Лунь лучний            | Circus pygargus       |        |
| Яструб малий           | Accipiter nisus       |        |
| Яструб великий         | Accipiter gentilis    |        |
| Шуліка рудий           | Milvus milvus         |        |
| Шуліка чорний          | Milvus migrans        |        |
| Орлан-білохвіст        | Haliaeetus albicilla  |        |
| Зимняк                 | Buteo lagopus         | (А)    |
| Канюк звичайний        | Buteo buteo           |        |
| Канюк степовий         | Buteo rufinus         | (А)    |

## Совоподібні
Родина Сипухові (Tytonidae)
| Українська назва | Біноміальна назва | Статус |
| ---------------- | ----------------- | ------ |
| Сипуха           | Tyto alba         |        |

Родина Совові (Strigidae)
| Українська назва | Біноміальна назва     | Статус |
| ---------------- | --------------------- | ------ |
| Совка            | Otus scops            |        |
| Пугач звичайний  | Bubo bubo             |        |
| Сова біла        | Bubo scandiacus       | (А)    |
| Сова яструбина   | Surnia ulula          | (А)    |
| Сичик-горобець   | Glaucidium passerinum |        |
| Сич хатній       | Athene noctua         |        |
| Сова сіра        | Strix aluco           |        |
| Сова вухата      | Asio otus             |        |
| Сова болотяна    | Asio flammeus         |        |
| Сич волохатий    | Aegolius funereus     |        |

## Bucerotiformes
Родина Одудові (Upupidae)
| Українська назва | Біноміальна назва | Статус |
| ---------------- | ----------------- | ------ |
| Одуд             | Upupa epops       |        |

## Сиворакшоподібні
Родина Рибалочкові (Alcedinidae)
| Українська назва    | Біноміальна назва | Статус |
| ------------------- | ----------------- | ------ |
| Рибалочка блакитний | Alcedo atthis     |        |

Родина Бджолоїдкові (Meropidae)
| Українська назва    | Біноміальна назва | Статус |
| ------------------- | ----------------- | ------ |
| Бджолоїдка зелена   | Merops persicus   | (А)    |
| Бджолоїдка звичайна | Merops apiaster   |        |

Родина Сиворакшові (Coraciidae)
| Українська назва | Біноміальна назва | Статус |
| ---------------- | ----------------- | ------ |
| Сиворакша        | Coracias garrulus |        |

## Дятлоподібні
Родина Дятлові (Picidae)
| Українська назва  | Біноміальна назва    | Статус |
| ----------------- | -------------------- | ------ |
| Крутиголовка      | Jynx torquilla       |        |
| Дятел трипалий    | Picoides tridactylus |        |
| Дятел середній    | Dryobates medius     |        |
| Дятел білоспинний | Dendrocopos leucotos |        |
| Дятел звичайний   | Dendrocopos major    |        |
| Дятел малий       | Dryobates minor      |        |
| Жовна зелена      | Picus viridis        |        |
|                   | Picus sharpei        |        |
| Жовна сива        | Picus canus          |        |
| Жовна чорна       | Dryocopus martius    |        |

## Соколоподібні
Родина Соколові (Falconidae)
| Українська назва    | Біноміальна назва | Статус                   |
| ------------------- | ----------------- | ------------------------ |
| Боривітер степовий  | Falco naumanni    |                          |
| Боривітер звичайний | Falco tinnunculus |                          |
| Кібчик              | Falco vespertinus | близький до загрозливого |
| Кібчик амурський    | Falco amurensis   | (А)                      |
| Підсоколик Елеонори | Falco eleonorae   |                          |
| Підсоколик сірий    | Falco concolor    | (А)                      |
| Підсоколик малий    | Falco columbarius |                          |
| Підсоколик великий  | Falco subbuteo    |                          |
| Ланер               | Falco biarmicus   | (А)                      |
| Балабан             | Falco cherrug     |                          |
| Кречет              | Falco rusticolus  | (А)                      |
| Сапсан              | Falco peregrinus  |                          |

## Папугоподібні
Родина Psittaculidae
| Українська назва   | Біноміальна назва  | Статус |
| ------------------ | ------------------ | ------ |
| Папуга Крамера     | Psittacula krameri | (І)    |
| Нерозлучник Фішера | Agapornis fischeri | (І)    |

## Горобцеподібні
Родина Віреонові (Vireonidae)
| Українська назва   | Біноміальна назва | Статус |
| ------------------ | ----------------- | ------ |
| Віреон червоноокий | Vireo olivaceus   | (А)    |

Родина Вивільгові (Oriolidae)
| Українська назва  | Біноміальна назва | Статус |
| ----------------- | ----------------- | ------ |
| Вивільга звичайна | Oriolus oriolus   |        |

Родина Сорокопудові (Laniidae)
| Українська назва         | Біноміальна назва     | Статус |
| ------------------------ | --------------------- | ------ |
| Сорокопуд терновий       | Lanius collurio       |        |
|                          | Lanius phoenicuroides | (А)    |
| Сорокопуд рудохвостий    | Lanius isabellinus    | (А)    |
| Сорокопуд сибірський     | Lanius cristatus      | (А)    |
| Сорокопуд сірий          | Lanius excubitor      |        |
| Сорокопуд південний      | Lanius meridionalis   |        |
| Сорокопуд чорнолобий     | Lanius minor          |        |
| Сорокопуд білолобий      | Lanius nubicus        | (А)    |
| Сорокопуд червоноголовий | Lanius senator        |        |

Родина Воронові (Corvidae)
| Українська назва    | Біноміальна назва       | Статус |
| ------------------- | ----------------------- | ------ |
| Сойка               | Garrulus glandarius     |        |
| Сорока звичайна     | Pica pica               |        |
| Горіхівка           | Nucifraga caryocatactes |        |
| Галка червонодзьоба | Pyrrhocorax pyrrhocorax |        |
| Галка альпійська    | Pyrrhocorax graculus    |        |
| Галка               | Corvus monedula         |        |
| Галка даурська      | Corvus dauuricus        |        |
| Грак                | Corvus frugilegus       |        |
| Ворона чорна        | Corvus corone           |        |
| Ворона сіра         | Corvus cornix           |        |
| Крук короткохвостий | Corvus rhipidurus       | (А)    |
| Крук                | Corvus corax            |        |

Родина Синицеві (Paridae)
| Українська назва | Біноміальна назва     | Статус |
| ---------------- | --------------------- | ------ |
| Синиця чорна     | Periparus ater        |        |
| Синиця чубата    | Lophophanes cristatus |        |
| Гаїчка болотяна  | Poecile palustris     |        |
| Гаїчка-пухляк    | Poecile montanus      |        |
| Синиця блакитна  | Cyanistes caeruleus   |        |
| Синиця біла      | Cyanistes cyanus      | (А)    |
| Синиця велика    | Parus major           |        |

Родина Ремезові (Remizidae)
| Українська назва | Біноміальна назва | Статус |
| ---------------- | ----------------- | ------ |
| Ремез            | Remiz pendulinus  |        |

Родина Жайворонкові (Alaudidae)
| Українська назва        | Біноміальна назва         | Статус |
| ----------------------- | ------------------------- | ------ |
| Жайворонок вохристий    | Ammomanes cinctura        | (А)    |
| Жайворонок рогатий      | Eremophila alpestris      |        |
| Жайворонок малий        | Calandrella brachydactyla |        |
| Жайворонок двоплямистий | Melanocorypha bimaculata  | (А)    |
| Жайворонок степовий     | Melanocorypha calandra    |        |
| Жайворонок-серподзьоб   | Chersophilus duponti      | (А)    |
| Жайворонок сірий        | Alaudala rufescens        | (А)    |
| Жайворонок лісовий      | Lullula arborea           |        |
| Жайворонок польовий     | Alauda arvensis           |        |
| Посмітюха короткопала   | Galerida theklae          |        |
| Посмітюха               | Galerida cristata         |        |

Родина Суторові (Paradoxornithidae)
| Українська назва | Біноміальна назва | Статус |
| ---------------- | ----------------- | ------ |
| Синиця вусата    | Panurus biarmicus |        |

Родина Тамікові (Cisticolidae)
| Українська назва   | Біноміальна назва  | Статус |
| ------------------ | ------------------ | ------ |
| Таміка віялохвоста | Cisticola juncidis |        |

Родина Очеретянкові (Acrocephalidae)
| Українська назва        | Біноміальна назва         | Статус |
| ----------------------- | ------------------------- | ------ |
| Берестянка мала         | Iduna caligata            | (А)    |
| Берестянка південна     | Iduna rama                |        |
| Берестянка бліда        | Iduna pallida             | (А)    |
| Берестянка західна      | Iduna opaca               |        |
| Берестянка багатоголоса | Hippolais polyglotta      |        |
| Берестянка звичайна     | Hippolais icterina        |        |
| Очеретянка прудка       | Acrocephalus paludicola   |        |
| Очеретянка тонкодзьоба  | Acrocephalus melanopogon  |        |
| Очеретянка лучна        | Acrocephalus scienobaenus |        |
| Очеретянка індійська    | Acrocephalus agricola     | (А)    |
| Очеретянка садова       | Acrocephalus dumetorum    | (А)    |
| Очеретянка чагарникова  | Acrocephalus palustris    |        |
| Очеретянка ставкова     | Acrocephalus scirpaceus   |        |
| Очеретянка велика       | Acrocephalus arundinaceus |        |

Родина Кобилочкові (Locustellidae)
| Українська назва    | Біноміальна назва       | Статус |
| ------------------- | ----------------------- | ------ |
| Кобилочка тайгова   | Helopsaltes fasciolatus | (А)    |
| Кобилочка співоча   | Helopsaltes certhiola   | (А)    |
| Кобилочка плямиста  | Locustella lanceolata   | (А)    |
| Кобилочка річкова   | Locustella fluviatilis  | (A)    |
| Кобилочка солов'їна | Locustella luscinioides |        |
| Кобилочка-цвіркун   | Locustella naevia       |        |

Родина Ластівкові (Hirundinidae)
| Українська назва  | Біноміальна назва        | Статус |
| ----------------- | ------------------------ | ------ |
| Ластівка мала     | Riparia paludicola       | (А)    |
| Ластівка берегова | Riparia riparia          |        |
| Ластівка скельна  | Ptyonoprogne rupestris   |        |
| Ластівка сільська | Hirundo rustica          |        |
| Ластівка даурська | Cecropis daurica         |        |
| Ясківка білолоба  | Petrochelidon pyrrhonota | (А)    |
| Ластівка міська   | Delichon urbicum         |        |

Родина Вівчарикові (Phylloscopidae)
| Українська назва        | Біноміальна назва          | Статус |
| ----------------------- | -------------------------- | ------ |
| Вівчарик жовтобровий    | Phylloscopus sibilatrix    |        |
| Вівчарик світлочеревий  | Phylloscopus bonelli       |        |
| Вівчарик золотогузий    | Phylloscopus orientalis    | (А)    |
| Вівчарик лісовий        | Phylloscopus inornatus     |        |
| Вівчарик алтайський     | Phylloscopus humei         | (А)    |
| Вівчарик золотомушковий | Phylloscopus proregulus    | (А)    |
| Вівчарик товстодзьобий  | Phylloscopus schwarzi      | (А)    |
| Вівчарик бурий          | Phylloscopus fuscatus      | (А)    |
| Вівчарик весняний       | Phylloscopus trochilus     |        |
| Вівчарик-ковалик        | Phylloscopus collybita     |        |
| Вівчарик іберійський    | Phylloscopus ibericus      |        |
| Вівчарик оливковий      | Phylloscopus coronatus     | (A)    |
| Вівчарик зелений        | Phylloscopus trochiloides  | (A)    |
| Вівчарик амурський      | Phylloscopus plumbeitarsus | (A)    |
| Вівчарик шелюговий      | Phylloscopus borealis      | (А)    |

Родина Вертункові (Scotocercidae)
| Українська назва             | Біноміальна назва | Статус |
| ---------------------------- | ----------------- | ------ |
| Очеретянка середземноморська | Cettia cetti      |        |

Родина Довгохвостосиницеві (Aegithalidae)
| Українська назва   | Біноміальна назва   | Статус |
| ------------------ | ------------------- | ------ |
| Синиця довгохвоста | Aegithalos caudatus |        |

Родина Кропив'янкові (Sylviidae)
| Українська назва                | Біноміальна назва    | Статус |
| ------------------------------- | -------------------- | ------ |
| Кропив'янка чорноголова         | Sylvia atricapilla   |        |
| Кропив'янка садова              | Sylvia borin         |        |
| Кропив'янка пустельна           | Sylvia nana          | (А)    |
| Кропив'янка рябогруда           | Sylvia nisoria       | (А)    |
| Кропив'янка прудка              | Sylvia curruca       |        |
| Кропив'янка співоча             | Sylvia hortensis     |        |
| Кропив'янка алжирська           | Sylvia deserticola   | (А)    |
| Кропив'янка Рюпеля              | Sylvia ruppeli       | (А)    |
| Кропив'янка червоновола         | Sylvia cantillans    |        |
| Кропив'янка південноєвропейська | Sylvia subalpina     |        |
| Кропив'янка середземноморська   | Sylvia melanocephala |        |
| Кропив'янка сіра                | Sylvia communis      |        |
| Кропив'янка піренейська         | Sylvia conspicillata |        |
| Кропив'янка сардинська          | Sylvia sarda         |        |
| Кропив'янка прованська          | Sylvia undata        |        |

Родина Leiothrichidae
| Українська назва | Біноміальна назва | Статус |
| ---------------- | ----------------- | ------ |
| Мезія жовтогорла | Leiothrix lutea   | (І)    |

Родина Золотомушкові (Regulidae)
| Українська назва        | Біноміальна назва   | Статус |
| ----------------------- | ------------------- | ------ |
| Золотомушка жовточуба   | Regulus regulus     |        |
| Золотомушка червоночуба | Regulus ignicapilla |        |

Родина Стінолазові (Tichodromidae)
| Українська назва | Біноміальна назва  | Статус |
| ---------------- | ------------------ | ------ |
| Стінолаз         | Tichodroma muraria |        |

Родина Повзикові (Sittidae)
| Українська назва     | Біноміальна назва | Статус          |
| -------------------- | ----------------- | --------------- |
| Повзик звичайний     | Sitta europaea    |                 |
| Повзик корсиканський | Sitta whiteheadi  | ендемік Корсики |

Родина Підкоришникові (Certhiidae)
| Українська назва         | Біноміальна назва     | Статус |
| ------------------------ | --------------------- | ------ |
| Підкоришник звичайний    | Certhia familiaris    |        |
| Підкоришник короткопалий | Certhia brachydactyla |        |

Родина Воловоочкові (Troglodytidae)
| Українська назва | Біноміальна назва       | Статус |
| ---------------- | ----------------------- | ------ |
| Волове очко      | Troglodytes troglodytes |        |

Родина Пронуркові (Cinclidae)
| Українська назва | Біноміальна назва | Статус |
| ---------------- | ----------------- | ------ |
| Пронурок         | Cinclus cinclus   |        |

Родина Шпакові (Sturnidae)
| Українська назва | Біноміальна назва | Статус |
| ---------------- | ----------------- | ------ |
| Шпак звичайний   | Sturnus vulgaris  |        |
| Sturnus unicolor | Sturnus unicolor  |        |
| Шпак рожевий     | Pastor roseus     | (А)    |

Родина Дроздові (Turdidae)
| Українська назва         | Біноміальна назва   | Статус |
| ------------------------ | ------------------- | ------ |
| Квічаль сибірський       | Geokichla sibirica  | (А)    |
| Квічаль тайговий         | Zoothera aurea      | (А)    |
| Дрізд-короткодзьоб бурий | Catharus fuscescens | (А)    |
| Дрізд-короткодзьоб малий | Catharus minimus    | (А)    |
| Дрізд Свенсона           | Catharus ustulatus  | (А)    |
| Дрізд-омелюх             | Turdus viscivorus   |        |
| Дрізд співочий           | Turdus philomelos   |        |
| Дрізд білобровий         | Turdus iliacus      |        |
| Дрізд чорний             | Turdus merula       |        |
| Дрізд вузькобровий       | Turdus obscurus     | (А)    |
| Чикотень                 | Turdus pilaris      |        |
| Дрізд гірський           | Turdus torquatus    |        |
| Дрізд чорноволий         | Turdus atrogularis  | (A)    |
| Дрізд рудоволий          | Turdus ruficollis   | (A)    |
| Дрізд темний             | Turdus eunomus      | (А)    |
| Дрізд Наумана            | Turdus naumanni     | (А)    |

Родина Мухоловкові (Muscicapidae)
| Українська назва      | Біноміальна назва       | Статус |
| --------------------- | ----------------------- | ------ |
| Мухоловка сіра        | Muscicapa striata       |        |
| Соловейко рудохвостий | Cercotrichas galactotes | (А)    |
| Соловейко білогорлий  | Irania gutturalis       | (А)    |
| Соловейко східний     | Luscinia luscinia       | (А)    |
| Соловейко західний    | Luscinia megarhynchos   |        |
| Синьошийка            | Luscinia svecica        |        |
| Синьохвіст тайговий   | Tarsiger cyanurus       | (А)    |
| Мухоловка північна    | Ficedula albicilla      | (А)    |
| Мухоловка мала        | Ficedula parva          |        |
| Мухоловка кавказька   | Ficedula semitorquata   | (А)    |
| Мухоловка строката    | Ficedula hypoleuca      |        |
| Мухоловка білошия     | Ficedula albicollis     |        |
| Горихвістка алжирська | Phoenicurus moussieri   | (А)    |
| Горихвістка звичайна  | Phoenicurus phoenicurus |        |
| Горихвістка чорна     | Phoenicurus ochruros    |        |
| Скеляр строкатий      | Monticola saxatilis     |        |
| Скеляр синій          | Monticola solitarius    |        |
| Трав'янка лучна       | Saxicola rubetra        |        |
| Трав'янка європейська | Saxicola rubicola       |        |
| Трав'янка білошия     | Sauricola maurus        | (А)    |
| Кам'янка звичайна     | Oenanthe oenanthe       |        |
| Кам'янка попеляста    | Oenanthe isabellina     | (А)    |
| Кам'янка пустельна    | Oenanthe deserti        | (А)    |
| Кам'янка лиса         | Oenanthe pleschanka     | (А)    |
| Кам'янка іспанська    | Oenanthe hispanica      | (А)    |
| Кам'янка білогуза     | Oenanthe leucura        |        |
| Кам'янка білоголова   | Oenanthe leucopyga      | (А)    |

Родина Омелюхові (Bombycillidae)
| Українська назва | Біноміальна назва   | Статус |
| ---------------- | ------------------- | ------ |
| Омелюх звичайний | Bombycilla garrulus |        |

Родина Тинівкові (Prunellidae)
| Українська назва   | Біноміальна назва    | Статус |
| ------------------ | -------------------- | ------ |
| Тинівка альпійська | Prunella collaris    |        |
| Тинівка чорногорла | Prunella atrogularis | (А)    |
| Тинівка лісова     | Prunella modularis   |        |

Родина Горобцеві (Passeridae)
| Українська назва     | Біноміальна назва      | Статус |
| -------------------- | ---------------------- | ------ |
| Горобець хатній      | Passer domesticus      |        |
| Горобець італійський | Passer italiae         |        |
| Горобець чорногрудий | Passer hispaniolensis  | (А)    |
| Горобець польовий    | Passer montanus        |        |
| Горобець скельний    | Petronia petronia      |        |
| В'юрок сніговий      | Montifringilla nivalis |        |

Родина Плискові (Motacillidae)
| Українська назва      | Біноміальна назва  | Статус |
| --------------------- | ------------------ | ------ |
| Плиска гірська        | Motacilla cinerea  |        |
| Плиска жовта          | Motacilla flava    |        |
| Плиска жовтоголова    | Motacilla citreola | (А)    |
| Плиска біла           | Motacilla alba     |        |
| Щеврик азійський      | Anthus richardi    |        |
| Щеврик забайкальський | Anthus godlewskii  | (А)    |
| Щеврик польовий       | Anthus campestris  |        |
| Щеврик лучний         | Anthus pratensis   |        |
| Щеврик лісовий        | Anthus trivialis   |        |
| Щеврик оливковий      | Anthus hodgsoni    | (А)    |
| Щеврик сибірський     | Anthus gustavi     | (А)    |
| Щеврик червоногрудий  | Anthus cervinus    |        |
| Щеврик гірський       | Anthus spinoletta  |        |
| Щеврик острівний      | Anthus petrosus    |        |
| Щеврик американський  | Anthus rubescens   | (А)    |

Родина В'юркові (Fringillidae)
| Українська назва    | Біноміальна назва             | Статус |
| ------------------- | ----------------------------- | ------ |
| Зяблик              | Fringilla coelebs             |        |
| В'юрок              | Fringilla montifringilla      |        |
| Костогриз           | Coccothraustes coccothraustes |        |
| Чечевиця звичайна   | Carpodacus erythrinus         |        |
| Смеречник           | Pinicola enucleator           | (А)    |
| Снігур              | Pyrrhula pyrrhula             |        |
| Снігар туркменський | Bucanetes githagineus         | (А)    |
| Зеленяк             | Chloris chloris               |        |
| Чечітка гірська     | Linaria flavirostris          |        |
| Коноплянка          | Linaria cannabina             |        |
| Чечітка звичайна    | Acanthis flammea              |        |
| Чечітка маленька    | Acanthis cabaret              |        |
| Чечітка біла        | Acanthis hornemanni           | (А)    |
| Шишкар сосновий     | Loxia pytyopsittacus          | (А)    |
| Шишкар ялиновий     | Loxia curvirostra             |        |
| Шишкар білокрилий   | Loxia leucoptera              | (А)    |
| Щиглик              | Carduelis carduelis           |        |
| Щиглик цитриновий   | Carduelis citrinella          |        |
| Чиж корсиканський   | Carduelis corsicana           |        |
| Щедрик              | Serinus serinus               |        |
| Чиж                 | Spinus spusus                 |        |

Родина Подорожникові (Calcariidae)
| Українська назва        | Біноміальна назва     | Статус |
| ----------------------- | --------------------- | ------ |
| Подорожник лапландський | Calcarius lapponicus  | (А)    |
| Пуночка                 | Plectrophenax nivalis |        |

Родина Вівсянкові (Emberizidae)
| Українська назва     | Біноміальна назва      | Статус |
| -------------------- | ---------------------- | ------ |
| Вівсянка чорноголова | Emberiza melanocephala | (А)    |
| Вівсянка рудоголова  | Emberiza bruniceps     | (А)    |
| Просянка             | Miliaria calandra      |        |
| Вівсянка гірська     | Emberiza cia           |        |
| Вівсянка городня     | Emberiza cirlus        |        |
| Вівсянка звичайна    | Emberiza citrinella    |        |
| Вівсянка білоголова  | Emberiza leucocephalos |        |
| Вівсянка садова      | Emberiza hortulana     |        |
| Вівсянка сивоголова  | Emberiza caesia        | (А)    |
| Вівсянка полярна     | Emberiza pallasi       | (А)    |
| Вівсянка очеретяна   | Emberiza scieniclus    |        |
| Вівсянка лучна       | Emberiza aureola       | (A)    |
| Вівсянка-крихітка    | Emberiza pusilla       | (А)    |
| Вівсянка-ремез       | Emberiza rustica       | (А)    |
| Вівсянка сибірська   | Emberiza spodocephala  | (А)    |
| Вівсянка руда        | Emberiza rutila        | (А)    |
| Вівсянка жовтоброва  | Emberiza chrysophrys   | (А)    |

Родина Passerellidae
| Українська назва  | Біноміальна назва      | Статус |
| ----------------- | ---------------------- | ------ |
| Бруант білобровий | Zonotrichia leucophrys | (А)    |
| Бруант білогорлий | Zonotrichia albicollis | (А)    |

Родина Трупіалові (Icteridae)
| Українська назва  | Біноміальна назва     | Статус |
| ----------------- | --------------------- | ------ |
| Гоглу             | Dolichonyx oryzivorus | (А)    |
| Вашер буроголовий | Molothrus ater        | (А)    |

Родина Піснярові (Parulidae)
| Українська назва          | Біноміальна назва       | Статус |
| ------------------------- | ----------------------- | ------ |
| Смугастоволець річковий   | Parkesia noveboracensis | (А)    |
| Пісняр горихвістковий     | Setophaga ruticilla     | (А)    |
| Пісняр північний          | Setophaga americana     | (А)    |
| Пісняр-лісовик золотистий | Setophaga petechia      | (А)    |
| Пісняр-лісовик рудобокий  | Setophaga pensylvanica  | (А)    |
| Пісняр-лісовик білощокий  | Setophaga striata       | (А)    |

Родина Кардиналові (Cardinalidae)
| Українська назва               | Біноміальна назва       | Статус |
| ------------------------------ | ----------------------- | ------ |
| Піранга кармінова              | Piranga olivacea        | (А)    |
| Кардинал-довбоніс червоноволий | Pheucticus ludovicianus | (А)    |